# هربرت جون ماكي
هربرت جون ماكي هو سياسي كندي، ولد في 8 يناير 1876، وتوفي في 1947. نشط حزبياً في Unionist Party (Canada) ‏. وقد انتخب عضو مجلس العموم الكندي.